# Ethyl-2-naphthylether
Ethyl-2-naphthylether ist eine chemische Verbindung, die sich vom 2-Naphthol ableitet. Der Phenolether, welcher in der Natur nicht vorkommt, wird in der Parfümindustrie als Duftstoff verwendet.

## Eigenschaften
Die farblosen Kristalle des Ethyl-2-naphthylethers sind nicht in Wasser, gering in Propylenglycol, aber gut in vielen in organischen Lösungsmitteln wie Ethanol und Kohlenstoffdisulfid löslich. Die Bildungsenthalpie beträgt −134 kJ·mol−1, die Verbrennungsenthalpie −6303 kJ·mol−1

## Herstellung
Die Herstellung kann mittels der Williamson’sche Ethersynthese aus Natriumnaphtholat mit Bromethan oder Diethylsulfat sowie der Umsetzung von 2-Naphthol mit Ethanol und Schwefelsäure erfolgen.

## Verwendung
Ethyl-2-naphthylether besitzt einen Geruch nach Orangenblüten und – in starker Verdünnung – einen Geschmack nach Erdbeeren. Daher wird der Ether vielfach in Parfümerie und Kosmetik verwendet. In Lebensmitteln wie Backwaren, Kaugummis, Getränken, Puddings und Süßigkeiten wird der Aromastoff in Konzentrationen zwischen 0,1 und maximal 16,4 ppm eingesetzt. Die erlaubte Tagesdosis (ADI, in den USA FEMA PADI) liegt bei 2,56 mg/Tag. Der Gesamtverbrauch in den USA lag im Jahr 2001 bei etwa 5 Tonnen, vorwiegend als Geruchsstoff in Seifen und Waschmitteln, Kosmetikprodukten und Parfüms; lediglich 3 kg wurden im Jahr 2004 in Lebensmitteln als Aromastoff eingesetzt.